# Hydrophorus jeanneli
Hydrophorus jeanneli är en tvåvingeart som beskrevs av Octave Parent 1938. Hydrophorus jeanneli ingår i släktet Hydrophorus och familjen styltflugor. Inga underarter finns listade i Catalogue of Life.